# Escampadissa
L'Escampadissa (en catalan : Colom d’Escampadissa) est une race de pigeon domestique originaire des Îles Baléares. C'est une race classée dans les pigeons de vol.

## Origines
À la fin du XVe siècle et dans le courant du XVIe siècle, les Îles Baléares voient se développer un très important commerce maritime. De nombreuses richesses transitent, et, parmi les échanges, se trouvent de nombreux animaux. Pour pouvoir montrer leur richesse, les commerçants et les nobles construisent des pigeonniers. Plus le nombre de pigeons est important, et plus ils sont la preuve de l'aisance de la famille. C'est de ces pigeons importés que la race de l'Escampadissa descend. Devenue symbole de richesse, la race est également citée sous le nom de Colom del senyors, c'est-à-dire le « Pigeon des seigneurs »,. Son nom Escampadissa signifie « disperser, dispersion » en catalan. Ce nom vient du vol de l'oiseau. Rapide et agile, il est très difficile pour les rapaces de le capturer. En outre, au lieu de voler en groupe, il a tendance à voler seul et à haute altitude,.
Le standard de la race est officiellement adopté en 1994. Il est classé dans la catégorie « pigeon de vol » par la Commission européenne des standards pigeons (CESP).

## Description
C'est un oiseau de taille moyenne, au port horizontal. Il mesure près de 33 cm pour une envergure de 72 cm, et pèse en moyenne 320 à 350 grammes. Il a les pattes courtes, les ailes grandes et la queue est composée de 16 à 19 plumes.

## Élevage
L'essentiel de la population de la race se trouve sur l'île de Majorque, et plus particulièrement à Palma, où il était élevé pour son vol. Mais cette tradition se perd. Des éleveurs continuent son élevage avec quelques couples sur les îles voisines ; d'autres l'ont importé sur le continent dans un but d'exposition.